# 迪迪夫希納 (科諾托普區)
51°39′41″N 33°22′10″E / 51.66139°N 33.36944°E
迪迪夫希納（烏克蘭語：Дідівщина）是位於烏克蘭東北部的村莊，由蘇梅州科諾托普區的克羅萊韋茨市鎮負責管轄。該村距離扎里奇亞、帕西卡和赫列夏季克1公里，海拔高度161米，2001年人口153。